# Mário João
Pour les articles homonymes, voir João et João Mário.
Mário João est un footballeur portugais né le 6 juin 1935 à Barreiro. Il évoluait au poste d'arrière droit.

## Biographie

### En club
Mário João commence sa carrière professionnelle au Benfica Lisbonne. Il reste cinq saisons dans ce club, de 1957 à 1962.
Avec le club lisboète, il remporte la Ligue des champions en 1961 et 1962. En 1961, le club lisboète s'impose 3-2 face au FC Barcelone. En 1962, le Benfica s'impose 5-3 face à un autre club espagnol : le Real Madrid.
Son palmarès national à Benfica est composé de deux titres de champion du Portugal et d'une Coupe du Portugal. Au total, avec le club lisboète, il dispute 118 matchs toutes compétitions confondues, pour quatre buts.
En 1962, Mário João est transféré au GD Fabril do Barreiro. Il reste dans ce club jusqu'en 1968, année où il raccroche les crampons.
Au total, Mário João dispute 166 matchs en première division portugaise, inscrivant 11 buts dans ce championnat. Il réalise sa meilleure saison en 1963-1964, où il inscrit quatre buts.

### En équipe nationale
Mário João reçoit trois sélections en équipe du Portugal. Il n'inscrit pas de but en équipe nationale.
Il reçoit sa première sélection le 22 mai 1960, lors d'une lourde défaite face à la Yougoslavie. Ce match compte pour les éliminatoires de l'Euro 1960. Sa deuxième sélection a lieu le 17 mai 1962 en amical contre la Belgique. Sa dernière sélection intervient le 3 mai 1964, une nouvelle fois face à la Belgique en amical.

## Carrière
- 1957-1962 :  Benfica Lisbonne
- 1962-1968 :  GD Fabril do Barreiro

## Palmarès
Avec le Benfica Lisbonne :
- Vainqueur de la Ligue des champions en 1961 et 1962
- Champion du Portugal en 1960 et 1961
- Vainqueur de la Coupe du Portugal en 1959 et 1962